# Сторж
Сторж — посёлок в Железногорском районе Курской области. Входит в состав Веретенинского сельсовета.
Население — 17 человек (2010 год).

## География
Расположен в центральной части Железногорского района. Высота над уровнем моря — 158 м. Ближайшие населённые пункты — посёлок Рынок и деревня Остапово. К западу от Сторжа находятся отвалы карьера Михайловского ГОКа. Мимо восточной окраины посёлка проходит железнодорожная линия Арбузово—Орёл. Между посёлками Сторж и Рынок находится пруд на ручье Рынок, притоке Речицы.

## Этимология
Краевед В. И. Дугинов связывает название посёлка со сторо́жей, которая существовала здесь в XVII веке и служила прикрытием Гнанской крепости с тыла.
На плане генерального межевания Севского уезда 1792 года лог, в котором сейчас находится пруд между посёлками Сторж и Рынок обозначен как овраг Сторожевой. По нему в то время проходила граница между Севским и Кромским уездами. В списке населённых мест Дмитровского уезда Орловской губернии 1926 года посёлок указан под названием Сторож.

## История
Основан в начале XX века переселенцами из соседней деревни Веретенино. В 1926 году в посёлке было 20 дворов, проживало 104 человека (48 мужского пола и 56 женского). В то время Сторж входил в состав Веретенинского сельсовета Долбенкинской волости Дмитровского уезда Орловской губернии. С 1928 года в составе Михайловского (ныне Железногорского) района. 
В начале 1930-х годов в Сторже и соседнем посёлке Рынок был организован колхоз «Правда». На карте 1937 года эти 2 посёлка обозначены как единый населённый пункт, в котором был 41 двор. Во время Великой Отечественной войны, с октября 1941 года по февраль 1943 года, Сторж находился в зоне немецко-фашистской оккупации. После упразднения Веретенинского сельсовета в 1959 году вошёл в состав Остаповского сельсовета. С 1985 года вновь в составе восстановленного Веретенинского сельсовета.

## Население
| 1926 | 1979 | 2002 | 2010 |
| ---- | ---- | ---- | ---- |
| 105  | ↘65  | ↘27  | ↘17  |